# Чумак Алан Володимирович
Ала́н Володи́мирович Чума́к (рос. Аллан Владимирович Чумак; 26 травня 1935, Москва, РРФСР — 9 жовтня 2017, Москва, РФ)  — телевізійний журналіст, що називав себе екстрасенсом, президент регіонального громадського Фонду сприяння досліджень соціальних та аномальних явищ.

## Біографія
Займався фахово велосипедним спортом. Створив спортивну секцію в університеті і підготував кілька майстрів спорту за своєю методикою.
Отримав журналістську освіту (факультет журналістики МДУ ім. Ломоносова, Москва, Державний інститут фізичної культури ім. Леніна, Москва), з 1965 року працював на телебаченні — спочатку спортивним коментатором.
Наприкінці 1970-х років під час підготовки викривальних статей про, як він вважав, шарлатанів-цілителів відчув у собі певні здібності, насиченість певною енергією.
З 1983 року — робота у НДІ загальної педагогічної психології АПН СРСР.
Наприкінці 1980-х і на початку 1990-х років став одним з найвідоміших цілителів у СРСР (пізніше Росії та СНД) завдяки телевізійним сеансам, під час яких «заряджав» за допомогою пасів різні субстанції: воду, креми, мазі тощо.
На відміну від іншого відомого телевізійного цілителя Кашпіровського, під час сеансів не промовляв ані слова.
Після прийняття Мінздравом наказа, що обмежував застосування нетрадиційних методів лікування, діяльність Чумака підпала під заборону і на теренах Росії була призупинена.
У 2000 році балотувався у Самарській області на виборах у Державну Думу, одначе набрав трохи більше, як 3 % голосів виборців.
Видав книжки «Тим, хто вірить в чудо», «Екстрасенс» (2008).
Помер 9 жовтня 2017 року в Москві.

## Погляди
Алан Чумак був прихильником окупації Криму Росією.

## Критика
Кругляков Едуард Павлович, очільник Комісії Російської Академії Наук по боротьбі з лженаукою та фальсифікацією наукових досліджень назвав Алана Чумака шарлатаном.